# Dichaetomyia fusconota
Dichaetomyia fusconota är en tvåvingeart som beskrevs av Adrian C. Pont 1969. Dichaetomyia fusconota ingår i släktet Dichaetomyia och familjen husflugor. Inga underarter finns listade i Catalogue of Life.